# Kristina Paul'
Kristina Iosifovna Paul' (in russo Кристина Иосифовна Пауль?; Taštagol, 22 febbraio 1998) è una snowboarder russa.

## Biografia
In Coppa del Mondo ha esordito l'11 gennaio 2014 a Vallnord-Arcalís (39ª).
Nel 2018 ha preso parte ai XXIII Giochi olimpici invernali a Pyeongchang concludendo in dodicesima posizione in seguito ad una caduta nella finale B nella gara di snowboard cross.

## Palmarès

### Mondiali juniores
- 2 medaglie:
  - 2 ori (snowboard cross a Rogla 2016; snowboard cross a Klínovec 2017)

### Universiadi
- 1 medaglia:
  - 1 argento (snowboard cross a Krasnojarsk 2019)

### Coppa del Mondo
- Miglior piazzamento nella Coppa del Mondo di snowboard cross: 11ª nel 2019